# Agent White
Agent White ist der militärische Codename eines Entlaubungsmittels, das von den US-Streitkräften um dem Feind die Deckung zu nehmen während des Vietnamkriegs zum Entlauben von Wäldern eingesetzt wurde, ähnlich wie das bekanntere Agent Orange. Benannt wurde es nach den weißen Streifen, mit denen die Fässer markiert waren.
Hinter der Bezeichnung Agent White verbarg sich das Produkt Tordon 101 der Dow Chemical Company. Es enthielt als Wirkstoffe Tri-Isopropanylamin-Salze der 2,4-Dichlorphenoxyessigsäure (2,4-D) und Picloram. Die Konzentrationen betrugen pro Liter 240,2 Gramm 2,4-D (gerechnet als Säure) und 64,9 Gramm Picloram. Dieses Herbizid enthielt im Gegensatz zu Agent Orange keine 2,4,5-Trichlorphenoxyessigsäure (2,4,5-T) und war daher nicht nennenswert mit Dioxinen verunreinigt.
Aufgrund des hohen Verbrauchs an Agent Orange gab es bald Schwierigkeiten, auf dem Weltmarkt genügend 2,4,5-T zu beschaffen. Daher ersetzte Agent White von Anfang 1966 an teilweise Agent Orange als Herbizid zum Entlauben von Wäldern. Die Wirkung von Agent White trat erst nach einigen Wochen ein, was von den amerikanischen Militärs als nachteilig angesehen wurde. Zwischen 1966 und 1971 wurden 20.556.525 Liter ausgebracht.

## Nachweise
1. 1 2  Jeanne Mager Stellman, Steven D. Stellman, Richard Christian, Tracy Weber, Carrie Tomasallo: The extent and patterns of usage of Agent Orange and other herbicides in Vietnam. Nature, 17. April 2003, Vol. 422, S. 681–687, doi:10.1038/nature01537.